# Санта-Элена (Энтре-Риос)
Санта-Элена (исп. Santa Elena) — город и муниципалитет в департаменте Ла-Пас провинции Энтре-Риос (Аргентина).

## История
Поселение было основано в 1871 году. В 1949 году был образован муниципалитет.

## Знаменитые уроженцы
- Вильфредо Кабальеро (род.1981) — футболист.